# Rissoina firmata
Rissoina firmata är en snäckart som först beskrevs av C. B. Adams 1852.  Rissoina firmata ingår i släktet Rissoina och familjen Rissoidae. Inga underarter finns listade i Catalogue of Life.